# Seno Última Esperanza

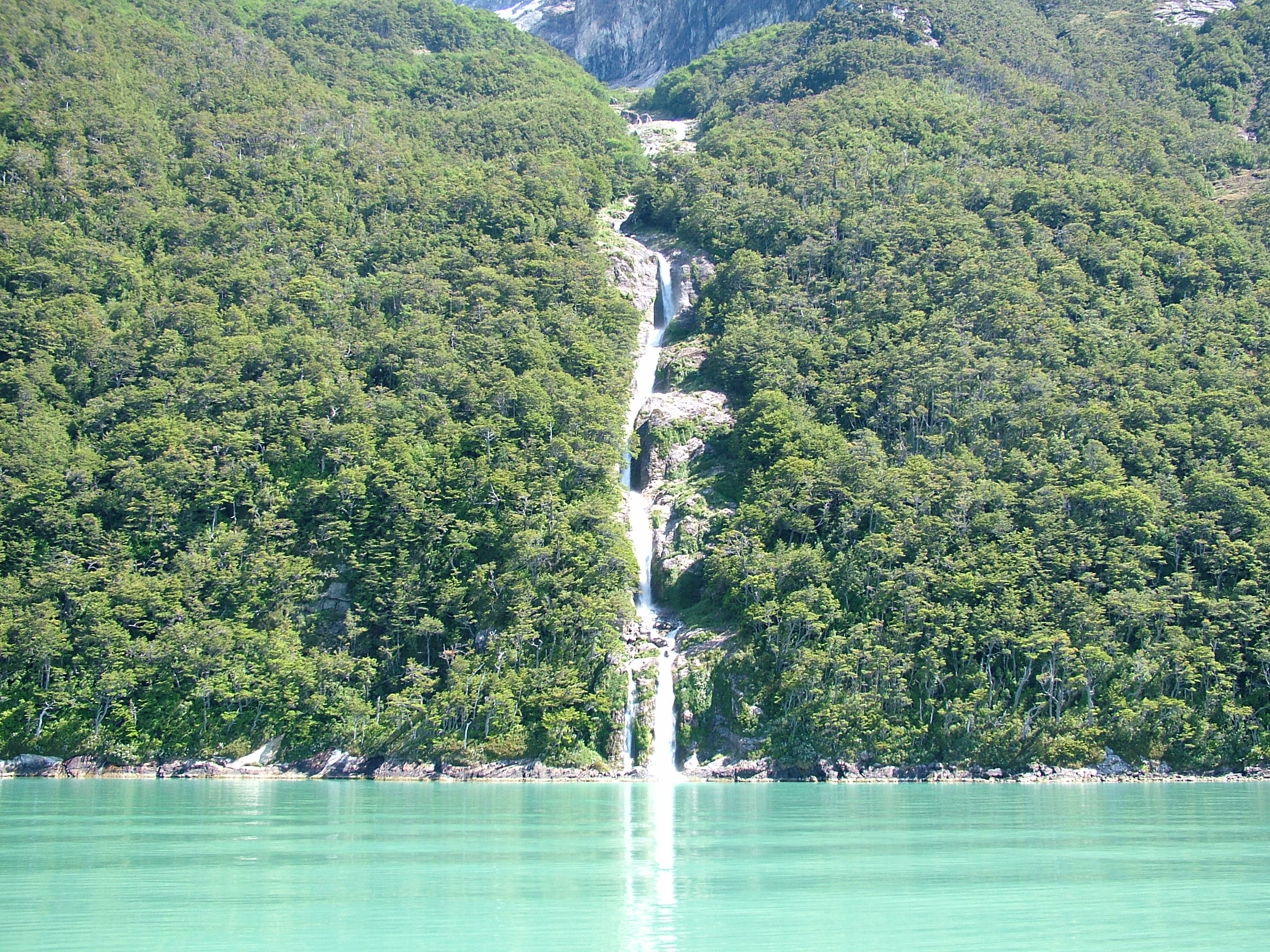
De nombreux ruisseaux dégringolent sur les falaises en fines cascades.

Le seno Última Esperanza ou fjord Última Esperanza (littéralement « fjord de la dernière chance ») est un fjord qui s'étend de l'embouchure du fjord Eberhard jusqu'au pieds du Monte Balmaceda (en), dans le bassin de Magallanes. Le navigateur Juan Ladrillero lui donna ce nom en 1557, car il pensait que c'était pour lui sa « dernière chance » d'atteindre le détroit de Magellan. Cependant, il allait trouver une voie sans issue et un glacier.
Cette entrée marine a les caractéristiques d'un fleuve côtier et draine les eaux d'un bassin très étendu. Il reçoit en effet, la quasi-totalité des eaux de surface du parc national Torres del Paine à travers le río Serrano. Le fjord occupe une ancienne vallée glaciaire.
Le seno Última Esperanza, avec le canal Señoret, forme une route de navigation reliant Puerto Natales à plusieurs aires protégées de la région. À proximité du fjord Eberhard se trouve le monument naturel Cueva del Milodón, où ont été retrouvés les restes d'un paresseux terrestre (espèce aujourd'hui éteinte) et d'établissements humains remontant à l'époque préhistorique.

### Sources et bibliographie
- Bailey Willis, Argentina Dirección General de Ferrocarriles Nacionales, Argentina Comisión de Estudios Hidrológicos, Northern Patagonia: Character and Resources, Scribner press, 1914, 464 pages
- (en) C. Michael Hogan, Guanaco : Cueva del Milodon, A. Burnham, The Megalithic Portal, 13 avril 2008 (lire en ligne)
- (en) « Seno Última Esperanza », dans Encyclopædia Britannica [détail de l’édition], 1911 (lire sur Wikisource).